# Dasyuris catadeës
Dasyuris catadeës là một loài bướm đêm trong họ Geometridae.